# Natalia Gontcharova (volley-ball)
Pour les articles homonymes, voir Natalia Gontcharova.
Natalia Olegovna Gontcharova (en russe : Наталия Олеговна Гончарова) est une joueuse de volley-ball russe d'origine ukrainienne née le 1er juin 1989 à Sokal. Elle mesure 1,96 m et joue au poste d'attaquante. Elle totalise 109 sélections en équipe de Russie.

## Biographie
Elle était mariée au volleyeur russe Alekseï Obmotchaïev et a un temps porté le nom Obmotchaïeva. Sa sœur ainée Valeria Gontcharova est également joueuse de volley-ball.

## Clubs
| Club          | De        | À         |
| ------------- | --------- | --------- |
| Dinamo Moscou | 2007-2008 | 2007-2008 |
| Dinamo Moscou | 2008-2009 | …         |

## Palmarès

### Équipe nationale
- Championnat du monde
  - Vainqueur : 2010.
- Grand Prix mondial
  - Finaliste : 2015.
- Championnat d'Europe
  - Vainqueur : 2013, 2015.
- Championnat d'Europe des moins de 18 ans
  - Vainqueur : 2005.

### Clubs
- Championnat de Russie
  - Vainqueur : 2009, 2016, 2017, 2018, 2019.
  - Finaliste : 2010, 2011, 2012, 2013, 2014, 2015.
- Coupe de Russie
  - Vainqueur : 2009, 2011, 2013, 2018.
  - Finaliste : 2012, 2016, 2019.
- Supercoupe de Russie
  - Vainqueur : 2017, 2018.
  - Finaliste : 2019.

### Distinctions individuelles
- Championnat d'Europe féminin de volley-ball des moins de 20 ans 2006: MVP.
- Grand Prix mondial de volley-ball 2015: Meilleure attaquante[2].
- Coupe du monde de volley-ball féminin 2015: Meilleure attaquante[3].